# بيلي تايلور (لاعب كرة قدم)
بيلي تايلور (بالإنجليزية: Billy Taylor)‏ (7 يناير 1949 بهوكسي في الولايات المتحدة - ) هو لاعب كرة قدم أمريكية ولاعب كرة القدم الكندية ولاعب كرة قدم أمريكي في مركز راكض للخلف ‏. لعب مع كالغاري ستامبيدرز ‏.

## وصلات خارجية
- بيلي تايلور على موقع JustSportsStats.com (الإنجليزية)